# Manganohatertita
La manganohatertita és un mineral de la classe dels fosfats que pertany al supergrup de l'al·luaudita.

## Característiques
La manganohatertita és un arsenat de fórmula química NaNaCa(MnFe³⁺)(AsO₄)₃. Va ser aprovada com a espècie vàlida per l'Associació Mineralògica Internacional en el mes de gener de l'any 2024, i encara resta pendent de publicació. Cristal·litza en el sistema monoclínic.
L'exemplar que va servir per a determinar l'espècie, el que es coneix com a material tipus, es troba conservat a les col·leccions del Museu Mineralògic Fersmann, de l'Acadèmia de Ciències de Rússia, a Moscou (Rússia), amb el número de registre: 6055/1.

## Formació i jaciments
Va ser descoberta a la fumarola Arsenatnaya, situada al segon con d'escòria de l'avanç nord de la Gran erupció fisural del Tolbàtxik, al districte de Milkovsky (Territori de Kamtxatka, Rússia). Aquest volcà rus és l'únic indret de tot el planeta on ha estat descrita aquesta espècie mineral.